# بن باباجان (أرمو)
بن باباجان (بالفارسية: بن باباجان) هي قرية تقع في إيران في قسم أرمو الريفي. يقدر عدد سكانها بـ 611 نسمة بحسب إحصاء 2016.